# Morten Østergaard
Morten Østergaard Kristensen (Aarhus, 17 juni 1976) is een Deens politicus. Van 2014 tot 2020 was hij leider van de sociaalliberale partij Radikale Venstre.

## Politieke loopbaan
Østergaard volgde een masteropleiding in politieke wetenschappen aan de Universiteit van Aarhus. Hij was vicevoorzitter van Radikale Venstre van 2002 tot 2005 en werd bij de Deense parlementsverkiezingen van 2005 voor het eerst verkozen in het Folketing, het Deens parlement.
In oktober 2011 werd Østergaard benoemd tot minister van Wetenschap, Innovatie en Hoger Onderwijs in de regering van de sociaaldemocratische premier Helle Thorning-Schmidt. Na het voortijdige vertrek van de Socialistische Volkspartij uit deze regering, in februari 2014, werd hij minister van Belastingen. 
Op 2 september 2014 werd Østergaard verkozen tot de nieuwe partijleider van Radikale Venstre. Hij nam deze functie over van Margrethe Vestager, die in Brussel aan de slag ging als eurocommissaris. Østergaard volgde Vestager ook op als vicepremier van Denemarken en minister van Economie en Binnenlandse Zaken.
Onder leiding van Østergaard leed Radikale Venstre bij de parlementsverkiezingen van 2015 een zware nederlaag: 9 van de 17 zetels gingen verloren. Hierdoor verdween de partij in de oppositie en kwam er automatisch een einde aan Østergaards periode als minister en vicepremier. Vier jaar later volgde een veel beter resultaat toen Østergaard er bij de verkiezingen van 2019 in slaagde acht zetels terug te winnen. Radikale Venstre werd vervolgens gedoogpartner van de sociaaldemocratische regering van Mette Frederiksen.
In oktober 2020 trad Østergaard af als partijleider nadat bleek dat hij zich negen jaar eerder schuldig had gemaakt aan het seksueel intimideren van een partijgenote. Voormalig minister Sofie Carsten Nielsen nam zijn plaats in. Na zijn vertrek kwamen rond Østergaard nog twee incidenten van seksuele intimidatie aan het licht. Vanaf november 2020 was Østergaard niet meer aanwezig in het Folketing; hij meldde zich ziek en staakte zijn parlementaire werkzaamheden in juni 2021 definitief. Nadien werd hij klimaatadviseur bij een ingenieursbureau.
- Gemeinsame Normdatei: 1163021164
- Virtual International Authority File: 1562153239457029450003